# Louis-Nicolas Bescherelle
Louis-Nicolas Bescherelle (* 10. Juni 1802 in Paris; † 4. Februar 1883 ebenda) war ein französischer Grammatiker, Lexikograf und Romanist.

## Leben und Werk

### Die Anfänge
Bescherelle studierte Jura, wurde 1825 Archivar im Archiv des Staatsrats und 1828 Bibliothekar in der Bibliothek des Louvre. Noch unter Karl X. publizierte er 1829 ein grammatikalisches Werkchen über das Participe passé sowie eine Kritik der existierenden Grammatiken.  Nach der Revolution von 1830 wurde er dann zum Grammatiker und Lexikografen des aufstrebenden patriotischen Bürgertums, das sich seiner Sprachkorrektheit nicht sicher war und nach umfassender normativer Information verlangte.

### Die Grammatik
Bescherelle publizierte zuerst eine « nationale » Grammatik mit folgendem analytischen Titel: Grammaire Nationale ou Grammaire de Voltaire, de Racine, de Bossuet, de Fénelon, de J.-J. Rousseau, de Buffon, de Bernardin de Saint-Pierre, de Chateaubriand, de Casimir Delavigne, et de tous les écrivains les plus distingués de la France ; Renfermant plus de cent mille exemples qui servent à fonder les règles, et forment comme une espèce de panorama où se déroule notre langue, telle que la nation l’a faite, telle que la nation doit la parler. Ouvrage éminemment classique, qui, indépendamment de son but spécial, doit être considéré comme un Cours pratique de littérature française, et une introduction à toutes les branches des connaissances humaines; publié avec le concours de MM. Casimir Delavigne, de Jouy, Villemain, Tissot, Nodier, de Gérando, É. Johanneau, Deshoulières, Lévi, Litais de Gaux [ … ] Et précédée d’un Essai sur la Grammaire en France et de quelques considérations philosophiques et littéraires sur la langue française par M. Philarète Chasles, Paris, Leipzig [dort im Verlag Leopold Michelsen] 1834.

Er fügte einen Band mit Übungen sowie 1838 eine Schulgrammatik hinzu und machte  unter dem Titel « Das grammatikalische Frankreich »  den Versuch einer Grammatikzeitung: La France Grammaticale, Journal des écoles primaires, des collèges, des pensions, des gens du monde et de l'instruction publique en général.

Die Besonderheit von Bescherelles nationaler Grammatik lag  in der großen Zahl der den als Autoritäten anerkannten Klassikern entnommenen Beispiele.  Hier fand das unzureichend gebildete bürgerliche Unternehmertum Sicherheit gegen die eigenen sprachlichen Minderwertigkeitskomplexe.  Die Grammatik erschien bis 1877 in 15 Auflagen.

### Das Konjugationsbuch
Noch erfolgreicher war das zusammen mit dem jüngeren Bruder Henri-Honoré Bescherelle (1804–1887) 1842ff herausgegebene Konjugationsbuch mit den wechselnden Titeln Le véritable manuel des conjugaisons ou Les conjugaisons mises à la portée de tout le monde bzw. Le dictionnaire usuel de tous les verbes français tant réguliers qu’irréguliers, entièrement conjugués, contenant, par ordre alphabétique, les 7000 verbes de la langue française avec leur conjugaison complète (3. Auflage 1852, 6. Auflage 1877, 19. Auflage 1926, 22. Auflage 1946). Dieses Buch verschmolz früh mit einem Konkurrenten, dem  Dictionnaire synoptique de tous les verbes de la langue française tant réguliers qu’irréguliers, entièrement conjugués von E. Verlac (ebenfalls 1843), zu dem Litais de Gaux eine umfangreiche theoretische Einleitung verfasste, nachdem er, wie er im Vorwort erklärt, in Kenntnis der Arbeit von Verlac auf das 1840 begonnene eigene Unternehmen dieses Typus verzichtet hatte. 

Aus der Verschmelzung entstand  der bis heute existierende Buchtyp, der unter dem zum Gattungsnamen gewordenen Titel „Bescherelle“ verlegt wird und der in Frankreich zur Institution geworden ist. Er meint im Kern ein Verbwörterbuch und/oder eine lexikografische Verbgrammatik, die es inzwischen nicht nur für das Französische, sondern auch für eine Reihe von Fremdsprachen gibt. So hat z. B. der Germanist Michel Esterle das Wissen aus seiner Thèse de doctorat über die deutschen Verbpartikeln in den Bescherelle allemand. Les verbes bzw. 8000 verbes allemands: formes et emplois  (Paris: Hatier, letzte Auflage 2008) eingebracht und eine bemerkenswerte Verbindung von linguistisch-wissenschaftlicher und praktisch-didaktischer Beschreibung vorgelegt.

### Das Wörterbuch
1846 publizierte Bescherelle, als lexikografisches Gegenstück zu seiner nationalen Grammatik, das nationale Wörterbuch: Dictionnaire National ou Dictionnaire Universel de la langue française in 2 Bänden. Dieses auf die Kombination von Wortreichtum (130 000 Wörter) und normativer Korrektheit ausgerichtete Wörterbuch erlebte bis 1890 18 Auflagen. Das daraus abgeleitete Schulwörterbuch Dictionnaire classique et élémentaire de la langue française, das 1844 erschien, wurde in der von Joseph-Antoine Pons bearbeiteten Fassung bis 1892 aufgelegt.